# Marcador
Em genética e epigenética, o marcador (ou bookmarking) é um fenômeno biológico que funciona como um mecanismo epigenético para a transmissão de memória celular do padrão de expressão de genes em uma célula, ao longo da mitose, às suas células-filhas. Isto é essencial para a manutenção do fenótipo de uma linhagem de células, de modo que, por exemplo, células hepáticas dividam em células hepáticas e não qualquer outro tipo de célula.